# Nikolett Brigovácz
Nikolett Brigovácz, född 5 augusti 1977, är en ungersk före detta handbollsspelare (högernia). Hon blev europamästare 2000 med Ungern. Under sin karriär spelade hon förutom i Ungern, i Österrike, Danmark, Spanien och Portugal.

## Klubblagskarriär
Åren 1996–1997 spelade hon i Budapestklubben Ferencváros(FTC) och vann ungerska ligan den säsongen. Hon spelade 1997/1998 för Budapest Spartacus SC och året därefter för Dunaferr SE. Det året vann Dunaferr EHF Champions League och ligan i Ungern. 1999–2000 var klubbadressen åter Ferencvárosi TC men bara ett år. Ferencváros blev ungerska mästare 2000. Hon flyttade till Österrike och spelade för Hypo Niederösterreich 2000 i ett år. 2001–2002 spelade hon i danska klubben Slagelse DT. 2002 skrev hon åter kontrakt med Ferencvárosi TC men invecklades i en kontraktsstrid. Klubben tyckte att hon inte var träningsduglig och ville upphäva kontraktet och Brigovácz ville åter spela utomlands i Madeira Andebol SAD men man var oense om övergången. Hon spelade till slut för Madeira. 2004–2005 spelade hon för CB Mar Alicante men återvände 2005 till Ungern och spelade för Cornexi Alcoa-HSB Holding (nu Fehérvár KC). 
Det är oklart när hon slutade sin spelarkarriär men säsongen 2005–2006 blev hennes sista elitsäsong.

## Landslagskarriär
Nikolett Brigovácz spelade 24 landskamper och stod för 69 mål i landslaget. Hon deltog i Europamästerskapet i handboll för damer 2000 och vann EM-guld med Ungern. Det var hennes enda mästerskapsturnering.

## Meriter i klubblag
- EHF Chamions League
  -  Dunaferr SE
- Nemzeti bajnokság I:Ungerska ligan
  - : 1997, 1999, 2000 med FTC och Dunaferr
- Magyar Kupa: (ungerska cupen)
  - : 1995, 1997 med FTC